# Sarah Carneson
Sarah Carneson, née Rubin le 17 juin 1916 et morte le 30 octobre 2015, est une syndicaliste et militante anti-apartheid sud-africaine.

## Biographie

### Origines et vie privée
Sarah Rubin nait le 17 juin 1916 à Johannesburg, en Afrique du Sud d’immigrants juifs d’Europe de l’Est, Zelic Rubin et Anna Rubin. Ses parents font partie des fondateurs du Parti communiste en Afrique du Sud.
Sarah Rubin se marie Fred Carneson en 1943. Ils ont trois enfants : Lynn, John et Ruth. Sarah devient veuve à la mort de Fred Carneson en 2000.  Elle est aussi meurt en 2015, à l’âge de 99 ans, à Muizenberg, au Cap.  
Sa fille Lynn publie  une biographie des Carneson, Red in the Rainbow : The Life and Times of Fred and Sarah Carneson en 2011,.  Il y a une exposition connexe sur les Carnesons, également intitulée Red in the Rainbow, au Slave Lodge Museum en 2015.

### Militantisme
Elle travaille dans les bureaux du Parti communiste à Johannesburg et devient membre de la Ligue contre le fascisme et la guerre.  De 1936 à 1940, elle s’implique dans l’organisation syndicale, avec les travailleurs du tabac et des travailleurs du sucre à Durban. En 1945, elle devient secrétaire générale de l’Union des chemins de fer et des ports d’Afrique du Sud, basée au Cap.
Sarah et son mari sont tous deux interdits de rassemblements publics en vertu de la loi sur la suppression du communisme de 1950. Elle est  détenue en 1960, et libérée sur parole pour rester, sous surveillance, au Cap. En Angleterre, elle continue à travailler pour les syndicats et pour le journal Morning Star. Elle s'exile avec son mari en 1972 à Londres avant de revenir en Afrique du Sud en 199.

### Note
- (en) Cet article est partiellement ou en totalité issu de l’article de Wikipédia en anglais intitulé « Sarah Carneson » (voir la liste des auteurs).